# Moritz Wagner (přírodovědec)
Moritz Friedrich Wagner (3. října 1813, Bayreuth – 31. května 1887, Mnichov) byl německý cestovatel, geograf a přírodovědec.

## Životopis
Moritz Wagner se narodil roku 1813, jeho bratrem byl fyziolog Rudolf Wagner. V letech 1833 až 1836 studoval na univerzitách v Erlangenu a Mnichově.
V letech 1835 až 1838 dvakrát navštívil Alžírsko a od roku 1842 do podzimu 1844 navštívil černomořské pobřeží, Krym, Osetii, Mingrelii (v dnešní Gruzii), Arménii, Kurdistán, Anatolii a části severozápadní Persie. Jeho expedice do jižních oblastí rusko-turecko-íránského regionu z velké části financovala Pruská akademie věd. Své výsledky Wagner publikoval v četných knihách a časopiseckých článcích, a to spíše populární než přísně vědeckou formou. Některé z nich vyšly v politickém deníku Allgemeine Zeitung.
V letech 1852 až 1855 cestoval společně s Karlem von Scherzerem po pevninské Střední a Severní Americe a Karibiku. Do Ameriky se znovu vrátil v roce 1857 a až do roku 1860 se zde věnoval průzkumu And od Panamy po Ekvádor.
Wagner během výzkumných cest po Střední a Jižní Americe shromáždil rozsáhlé přírodovědné sbírky, zvláště co se týče místních ryb. Velká část vzorků, které získal během první cesty, se však cestou znehodnotila kvůli špatnému skladování. Jejich zbytky pak 16. dubna 1854 zničilo silné zemětřesení v San Salvadoru. Ve zprávě z druhé expedice z let 1858–1859 Wagner podrobněji popisuje i místa, řeky a povodí, odkud jeho vzorky pocházejí; dílem tak poskytuje informace o typových lokalitách rybích druhů, jež na základě jeho sbírky popsal Rudolf Kner roku 1863.
V roce 1860 se stal členem Leopoldiny, v roce 1862 pak zvláštním členem Bavorské akademie věd a roku 1862 jej jmenovali čestným profesorem geografie a etnografie na univerzitě v Mnichově. V roce 1862 se také stal prvním ředitelem Muzea pěti kontinentů (Museum Fünf Kontinente), kde pobíral plat 800 zlatých. Jeho zásluhou byly skoupeny sbírky von Siebolda, bratrů Schlagintweitových a dalších, z nichž v roce 1867 vzniklo Královské etnografické muzeum.
Wagner byl průkopníkem myšlenky geografické speciace. Ve svém posledním díle, Die Entstehung der Arten durch räumliche Sonderung (Vznik druhů důsledkem oddělení v prostoru), poprvé upozornil na fenomén dnes známý jako efekt zakladatele.
Dne 31. května 1887 Wagner v Mnichově spáchal sebevraždu.

## Z díla
- Reisen in der Regentschaft Algier in den Jahren 1836, 1837 und 1838. 3 Bde. Leipzig 1841.
- Der Kaukasus und das Land der Kosaken. 2 Bde. Leipzig 1847.
- Reise nach dem Ararat und dem Hochlande Armeniens. Stuttgart 1848.
- Reise nach Kolchis und nach den deutschen Colonien jenseits des Kaukasus. Arnoldische Buchhandlung, Leipzig 1850
- Reise nach Persien und dem Lande der Kurden. 2 Bde. Leipzig 1851.
- mit Carl Scherzer: Reisen in Nordamerika in den Jahren 1852 und 1853. Arnoldische Buchhandlung, Leipzig 1854, Erster Band; Zweiter Band; Dritter Band
- Die Republik Costa-Rica. Leipzig 1856.
- Über die hydrographischen Verhältnisse und das Vorkommen der Süßwasserfische in den Staaten Panama und Ecuador (= Abhandlungen der königlich bayerischen Akademie der Wissenschaften, II Classe 10, I Abt.). München 1864.
- Moriz Wagner: Die Darwinsche Theorie und das Migrationsgesetz der Organismen, Leipzig 1868.
- Moriz Wagner: Naturwissenschaftliche Reisen im tropischen Amerika, Stuttgart 1870.
- Über den Einfluß der geographischen Isolierung und Kolonienbildung auf die morphologischen Veränderungen der Organismen. München 1871.
- Moriz Wagner: Die Entstehung der Arten durch räumliche Sonderung. Gesammelte Aufsätze von Moriz Wagner, gest. den 30. Mai 1887. Basel 1889 (hrsg. von seinem Neffen Moriz Wagner).